# Tomohiko Ikoma
Tomohiko Ikoma (25. srpen 1932 – 27. duben 2009) byl japonský fotbalista.

## Klubová kariéra
Hrával za Mitsubishi Motors.

## Reprezentační kariéra
Tomohiko Ikoma odehrál za japonský národní tým v roce 1955 celkem 5 reprezentačních utkání.

## Statistiky
| Japonsko | Japonsko | Japonsko |
| Roky     | Záp.     | Góly     |
| -------- | -------- | -------- |
| 1955     | 5        | 0        |
| Celkem   | 5        | 0        |